# برخوردار (دلفان)
بَرخُوردار، شهری از توابع بخش خاوه شهرستان دلفان در استان لرستان ایران است.

## جمعیت
این شهر به‌عنوان مرکز بخش خاوه قرار دارد و براساس سرشماری مرکز آمار ایران در سال ۱۳۸۵، جمعیت آن ۱۶۲۷ نفر (۳۸۱ خانوار) می باشد.